# دنيس ك. وولف
دنيس ك. وولف (بالإنجليزية: Dennis C. Wolff)‏ هو سياسي أمريكي، ولد في 9 سبتمبر 1951 في بلومسبورغ في الولايات المتحدة. حزبياً، نشط في الحزب الديمقراطي.

## وصلات خارجية
- الموقع الرسمي